# Namibië
Namibië, officieel de Republiek Namibië (Afrikaans: Republiek van Namibië; Engels: Republic of Namibia; Duits: Republik Namibia), is een land in zuidelijk Afrika, aan de kust van de Atlantische Oceaan tussen Angola en Zuid-Afrika. Ook de Caprivistrook, een smalle strook land tussen Botswana aan de zuidkant en Angola en Zambia in het noorden behoort tot Namibië. In het noorden vormen de rivieren Kunene, Okavango en Zambezi natuurlijke grenzen met Angola en Zambia, in het zuiden is de Oranjerivier de grens met Zuid-Afrika. In het noordoosten vormt de 21ste lengtegraad en in het zuidoosten de 20ste lengtegraad de grens met Botswana.

## Geschiedenis

### Eerste bewoning
De eerste tekenen van menselijk leven in het hedendaagse Namibië-gebied dateren uit 27.000 voor Christus. Zo zijn er de rotstekeningen uit Twyfelfontein waarvan de eersten uit 300 voor Chr. dateren, die door de UNESCO als werelderfgoed beschouwd worden. Deze tekeningen zijn van de hand van de San of Bosjesmannen, die de oudste bekende bewoners van het land zijn en er nog steeds wonen. De Nama en Damara trokken als Khoi later het gebied binnen en vanaf de 14de eeuw na Christus gingen ook Bantoestammen als de Herero, Kavango, de Tswana en de Owambo, zich in de regio vestigen.

### Kolonisatie vanuit de Kaap

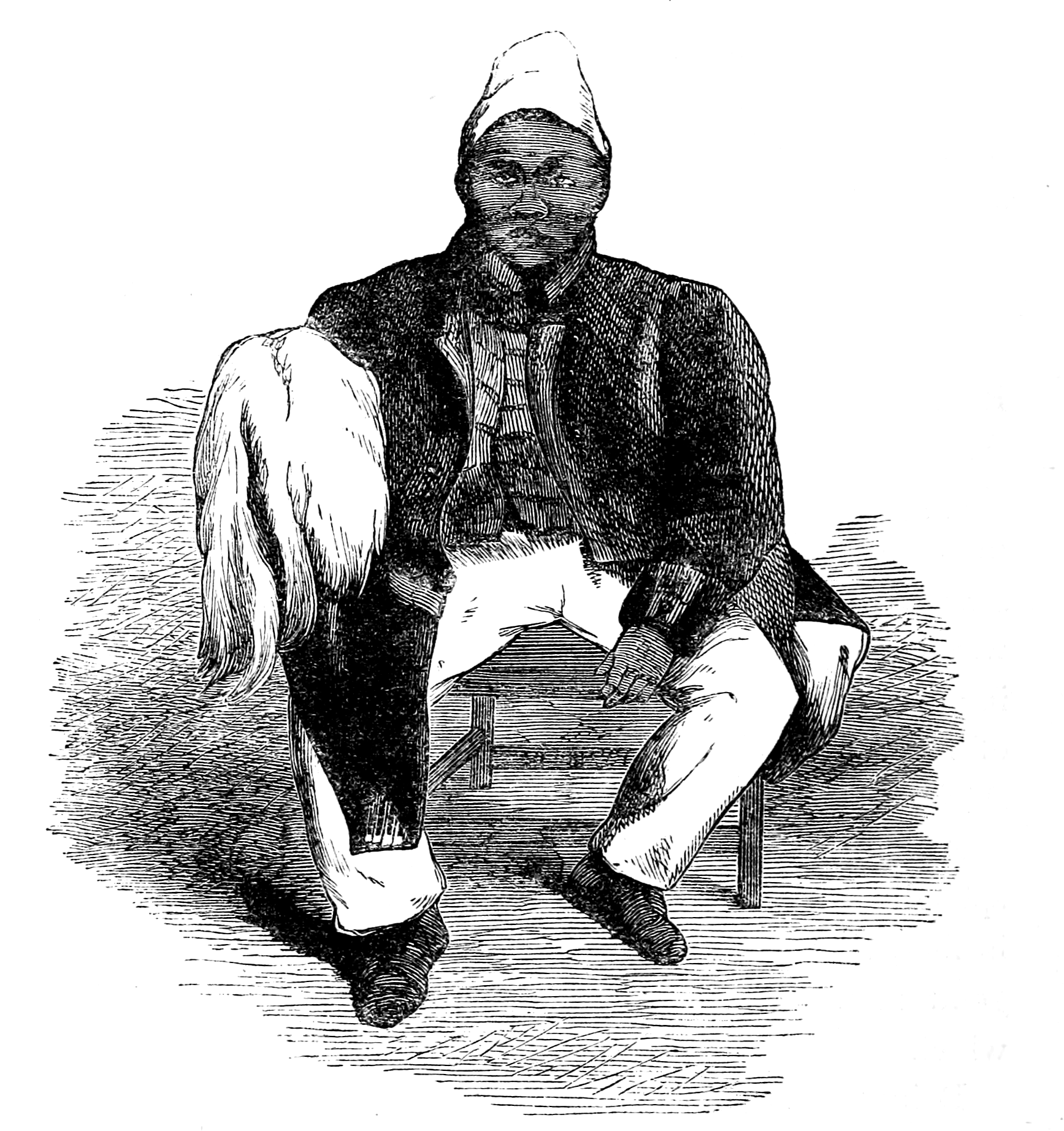
Jonker Afrikaner, portret uit 1861

In de 19de eeuw trokken de Nederlandstalige Orlams vanuit de Kaapkolonie naar Namibië. Zij waren nakomelingen van blanke boeren uit de Kaapkolonie (in het huidige Zuid-Afrika) en Nama-vrouwen. Hun kaptyn Jonker Afrikaner stichtte in 1840 de huidige hoofdstad Windhoek en domineerde een aanzienlijk deel van Namibië tot zijn dood in 1861. In de jaren 1870 vestigde er zich onder leiding van Hermanus van Wyk, ook wel de "Mozes" van de Basters genoemd, een volgende bevolkingsgroep, de (Rehoboth) Basters, een andere Nederlandstalige kleurlingengemeenschap. Onder hun invloed werd het Nederlands een lingua franca in Namibië dat ook gebruikt werd in de onderlinge onderhandelingen tussen de Nama en de Herero.

### Kolonisatie door Duitsland
Aan het einde van de 19de eeuw begon de kolonisatie van het gebied door Europeanen. Eerst werd in 1878 Walvisbaai, dat een een natuurlijke zeehaven had, ingelijfd bij de Britse Kaapkolonie en in 1884 werd op de Koloniale Conferentie van Berlijn afgesproken dat de rest van het gebied een kolonie werd van Duitsland. Het gebied werd door de Duitse kolonisatoren Duits-Zuidwest-Afrika gedoopt. In 1890 werd met het Zanzibarverdrag de Caprivistrook aan de kolonie toegevoegd.
Gouverneur Theodor Leutwein bood de plaatselijke bevolking 'bescherming' aan en wist een slepende oorlog te beëindigen. In de jaren daarna liet hij aan de plaatselijke bevolking veel ruimte, maar ook aan de Duitse kolonisten. Door een uitbraak van de runderpest verloor de nomadische inheemse bevolking zijn veestapel, waarna men zich gedwongen voelde emplooi te zoeken bij de kolonisten. Hoewel slavernij (op papier) wereldwijd was afgeschaft werden de inheemsen door de kolonisten als slaven behandeld en waren moord en verkrachting aan de orde van de dag.
De Herero kwamen in 1904 in opstand en doodden de mannelijke kolonisten die zij in handen kregen. Vrouwen, kinderen en missionarissen werden daarentegen gespaard. De Duitsers zonden daarop troepen onder generaal Lothar von Trotha, die zich niets aantrok van de 'falende' gouverneur Theodor Leutwein en in oktober 1904 een Vernichtungsbefehl uitvaardigde. Dit bevel werd door de Duitse Keizer na ruime aarzeling uiteindelijk herroepen, maar door Von Trotha niettemin uitgevoerd. Later kwamen ook delen van de Nama, onder leiding van Hendrik Witbooi, in opstand, omdat zij onder deze Duitse bezetting geen overlevingskans zagen. Na afloop bleek dat meer dan 80% van de Herero's en zo'n 50% van de Nama's het niet hadden overleefd hadden. Het hielp daarbij niet dat nadat de Afrikanen zich overgegeven hadden, de Duitsers zich niet hielden aan de termen van de overgave en doorgingen met het gewetenloos afdwingen van dwangarbeid, nog steeds met geringe overlevingskansen.
Deze massamoord werd later door de Verenigde Naties erkend als de eerste genocide van de 20ste eeuw en kreeg de naam Namibische Genocide. Op 28 mei 2021 erkende Duitsland de volkerenmoord, en bood een betaling van 1,1 miljard euro aan. In Namibië werd het gebaar echter onvoldoende geacht.

### Kolonisatie door Zuid-Afrika
Tijdens de Eerste Wereldoorlog veroverde Zuid-Afrika Duits-Zuidwest-Afrika op de Duitsers en in 1920 werd het door de Volkenbond aan Zuid-Afrika toegewezen als mandaatgebied. 
De naam van het land veranderde in Zuidwest-Afrika.
Door Zuid-Afrika werd de raciale segregatie, die door de Duitsers was geïntroduceerd, verder doorgevoerd en van een wettelijke basis voorzien. Dit systeem werd apartheid genoemd. Vanaf 1968 werden met het Plan Odendaal bantoestans of thuislanden gecreëerd, waarmee elke bevolkingsgroep zijn eigen reservaat kreeg.

### Onafhankelijkheidsstrijd
In Namibië ontstonden net als in de rest van Afrika eind jaren 1950 onafhankelijkheidsbewegingen. Zo werd in 1959 de South West Africa National Union (Swanu) opgericht en in 1960 de South West Africa People's Organisation (Swapo). Deze en andere bewegingen begonnen een lange oppositie tegen het apartheidsbewind en de kolonisatie. In 1966 startte de Zuid-Afrikaanse Grensoorlog en voerde Swapo, met haar gewapende tak het People's Liberation Army of Namibia, ook een gewapende opstand tegen het Zuid-Afrikaanse regime.
Ook internationaal was er verzet tegen het politieke systeem en de kolonisatie. De Verenigde Naties verwierpen in 1946 het voorstel van Zuid-Afrika om Zuidwest-Afrika als vijfde provincie in te lijven. De VN verklaarden de Zuid-Afrikaanse bezetting herhaaldelijk illegaal en zijn aanwezigheid een bezetting, zoals in Resolutie 264, Resolutie 269 en Resolutie 435. Het land werd opgeroepen zich terug te trekken om Namibië onafhankelijk te maken. Vijf westerse landen, de Verenigde Staten, Canada, Frankrijk, de Bondsrepubliek Duitsland en het Verenigd Koninkrijk, vormden de Western Contact Group die een vreedzame oplossing van het conflict nastreefde. Zij dwongen Zuid-Afrika ertoe om ook met Swapo en de buurlanden te onderhandelen en hen niet uit te sluiten zoals ze deden bij onder andere de Turnhalle Constitutionele Conferentie in 1977 (waar men pseudo-onafhankelijke etnische regeringen wilde opzetten).

### Onafhankelijkheid
In 1988 werd resolutie 435 van de Verenigde Naties door alle partijen ondertekend en werd het onafhankelijkheidsproces in gang gezet. De Verenigde Naties stuurden de UNTAG-missie, met Martti Ahtisaari als hoofd, om de transitie bij te staan. In november 1989 vonden er verkiezingen voor de Grondwettelijke Vergadering plaats. Deze Grondwettelijke Vergadering legde de Grondwet vast. Op 21 maart 1990 werd het land onafhankelijk en kreeg het een nieuwe naam: Namibië. Walvisbaai en enkele eilanden voor de kust van Namibië bleven wel een kolonie van Zuid-Afrika. In 1994, met het einde van het apartheidsregime in Zuid-Afrika, werden deze gebieden uiteindelijk aan Namibië gegeven.
De eerste president van het land werd Sam Nujoma die de eed aflegde op de Onafhankelijkheidsdag. Swapo, de beweging waarvan Nujoma leider was, legde de wapens neer en werd een politieke partij. Haar strijders gingen deels op in het Namibische leger. Een democratisch meerpartijenstelsel werd ontwikkeld met  verschillende politieke partijen. Swapo werd echter een zeer dominante partij die elke verkiezing won. In 2005 liet Nujoma na 15 jaar het presidentschap over aan zijn partijgenoot Hifikepunye Pohamba. Zijn opvolger was Hage Geingob.
De Angolese Burgeroorlog van 1975 tot 1988 had ook invloed op het leven van de Namibiërs in het noorden van het land, doordat het leidde tot een vluchtelingenstroom van zo'n dertigduizend Angolezen. In 1999 vond er in de regio Caprivi een afscheidingspoging plaats door het Caprivi Liberation Army. Vanaf 2001 werd het gebied weer veilig verklaard.

## Demografie

### Bevolking
In 1991 telde Namibië 1,41 miljoen inwoners, in 2001 was dit gestegen naar 1,83 miljoen, in 2011 kwam het totaal uit op 2,11 miljoen en in 2023 waren er 3,02 miljoen Namibiërs. De bevolking was nagenoeg gelijk verdeeld over het platteland en de steden. Er is een klein vrouwenoverschot.
Inwoners: 2,803 miljoen (2024)
- - Bevolkingsgroei:[9] 1,7% (schatting 2024)
- Bevolkingsgroepen:[9] Owambo 50%, Kavango 9%, Herero 7%, Damara 7%, halfbloed 6½%, blanken 6%, Nama 5%, Caprivi 4%, San 3%, Baster 2%, Tswana 0,5%
- Grootste stad:[9] Windhoek: 477.000 (2023)
- Gemiddelde levensverwachting bij de geboorte:[9] 65,9 jaar (2024)
- Bevolkingsdichtheid: 3,2/km² (2020), na Mongolië het dunstbevolkte land ter wereld

### Taal

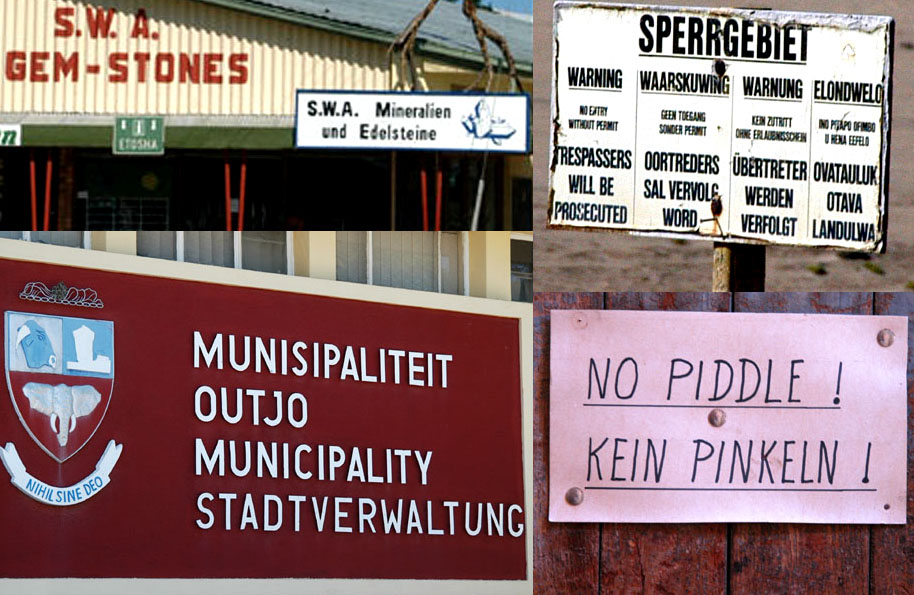
Ook al is er slechts één officiële taal, in de praktijk worden er heel wat talen (naast elkaar) gebruikt.

De officiële landstaal sinds 1990 is het Engels. Voor de onafhankelijkheid waren ook het Afrikaans en het Duits officiële talen. Swapo besloot om te kiezen voor slechts één officiële taal, in tegenstelling tot Namibiës buurlanden. De bedoeling was om minder fragmentatie in het land te krijgen. In het onderwijs wordt ook in andere talen lesgegeven (o.a. ook in het Afrikaans).
Afrikaans speelt in het land een belangrijke rol als lingua franca die mensen van verschillende bevolkingsgroepen met elkaar kunnen gebruiken. De grootste krant van het land Die Republikein is dan ook grotendeels in het Afrikaans.
De lokale variant van het Engels wordt Namlish genoemd en de lokale variant van het Afrikaans Namibisch-Afrikaans.
Hoewel het Engels de officiële taal is, kent Namibië slechts 1,9% inwoners van wie Engels de moedertaal is. Bijna de helft van de bevolking, 48,5%, spreekt Oshiwambo als moedertaal. De Kavangotalen, Kwangali, Diriku en Mbukushu, wordt door 9,7% van de bevolking als moedertaal gebruikt. Bij het Afrikaans is dit 11,4%, bij Herero 7,9% en bij Tswana 0,3%. De Khoisantalen bestaan uit Khoekhoegowab met 11,5% van de bevolking en onder andere het Ju/'hoan met 1,2%. Een resterende vijf procent van de bevolking spreekt Lozi, Portugees of nog een andere taal.

### Godsdienst

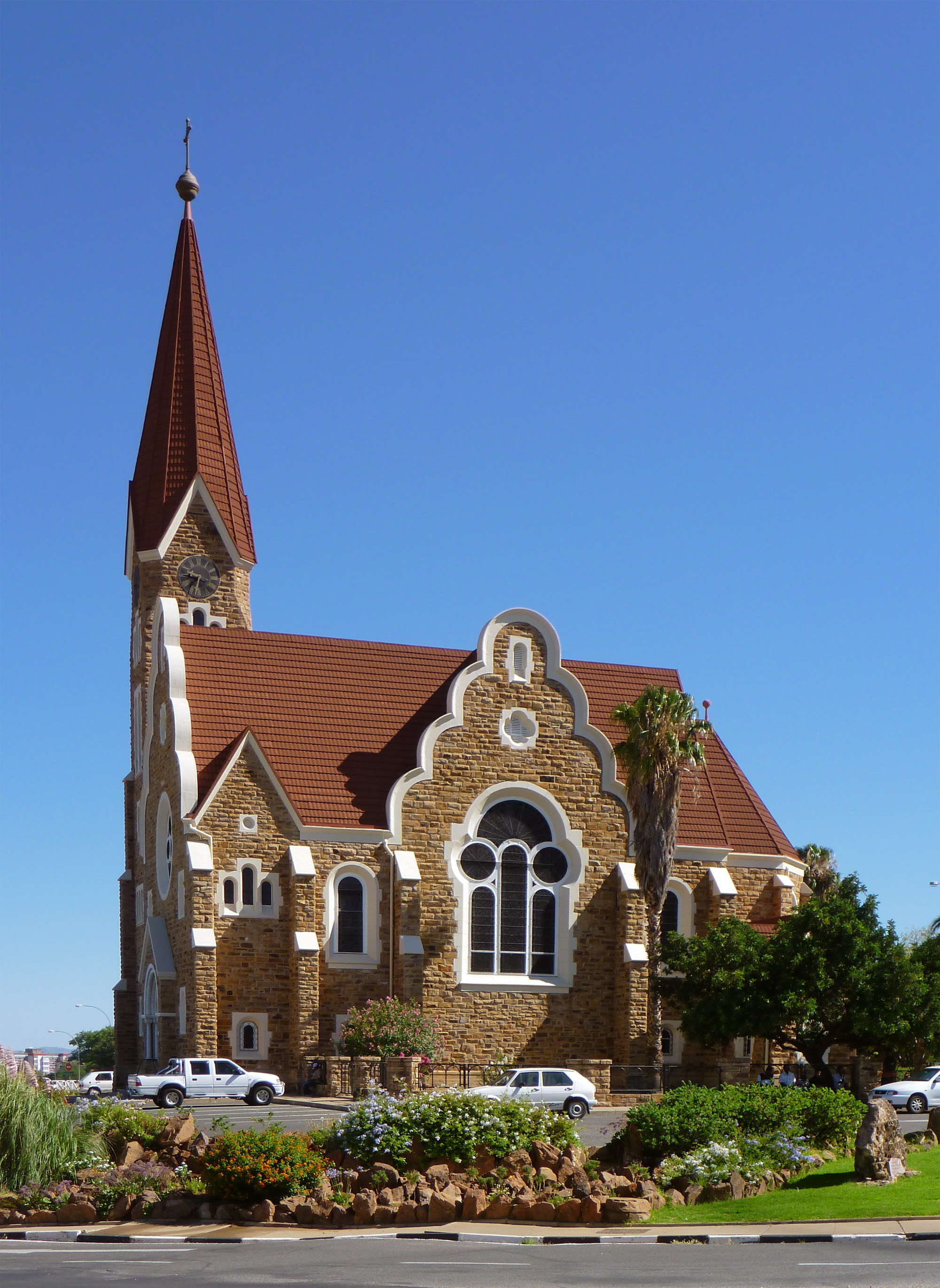
De Christuskirche in Windhoek

Bijna iedereen, namelijk 80 tot 90%, is christen. Van de christenen is het grootste deel lid van de lutherse gemeenschap en gaat naar kerken die behoren tot de ELCIN-koepel of tot de ELCRN-koepel. ELCIN staat voor Evangelical Lutheran Church in Namibia en komt voort uit Fins zendingswerk dat in 1870 gestart werd. ELCRN staat voor Evangelical Lutheran Church in the Republic of Namibia en groeide voort uit het zendingswerk van het Duitse Rijnlands Zendingsgenootschap die al in 1842 startte met zendingswerk in Namibië. Een derde, maar kleinere, Lutherse kerk is de Duitstalige ELCIN-GELC.
De Katholieke Kerk in Namibië is met 367.000 (19% van de totale bevolking) leden de tweede belangrijkste christelijke stroming in het land. Hiernaast zijn er ook een kleiner aantal kerken aangesloten bij de Nederduits Gereformeerde Kerk, die vooral volgelingen bij de Afrikaners kent, de Anglicaanse Kerk van Zuidelijk Afrika, de baptistische kerk, de methodistische kerk, de mormoonse kerk, de Nieuw-Apostolische Kerk, de zevendedagsadventisten en de pinksterbeweging. De Council of Churches in Namibia (CCN) is de koepelorganisatie waartoe bijna alle christelijke kerken uit Namibië toe behoren. De CCN ontstond in 1978 en speelde een belangrijke rol in het binnenlandse verzet tegen het apartheidsregime.
Naast het christendom is er ook het animisme, dat volgelingen op het platteland heeft. Het jodendom en de islam hebben een beperkt aantal volgelingen in Namibië.
De Namibische grondwet waarborgt de vrijheid van godsdienst.

## Politiek

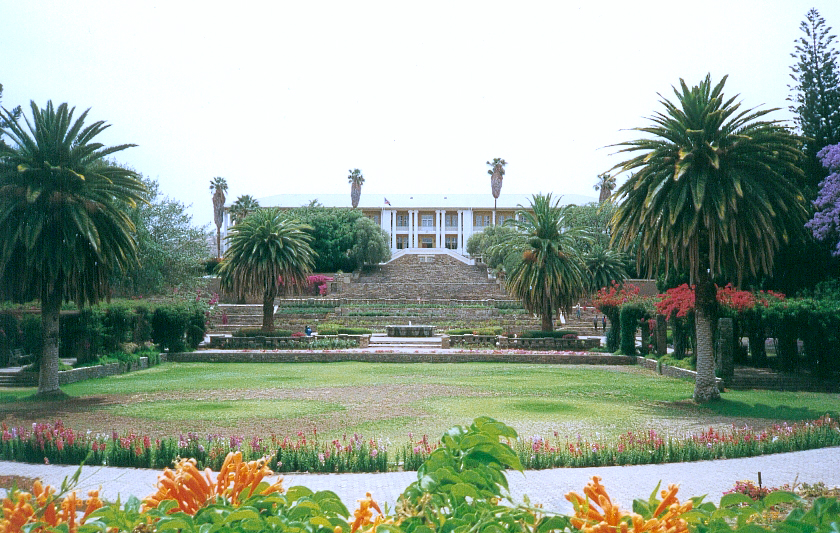
De Nationale Vergadering van Namibië zetelt in het oude Tintenpalast.

Namibië is een presidentiële representatieve democratie, waarbij de President van Namibië een vijfjarig mandaat heeft en zowel het staatshoofd als de regeringsleider is.
De Grondwet van Namibië garandeert een scheiding der machten:
- De Uitvoerende macht wordt uitgevoerd door de president en zijn regering. De eerste president was Sam Nujoma. Hij diende echter drie termijnen omdat hij in 1998 de grondwet liet wijzigen zodat hij een derde termijn kon uitvoeren. Deze uitzondering geldt enkel voor hem en niet voor latere presidenten. Sam Nujoma’s presidentstermijn duurde hierdoor van 1990 tot 2005. Van 2005 tot 2015 was Hifikepunye Pohamba de president. Op 21 maart 2015 werd hij opgevolgd door Hage Geingob, die in functie was tot zijn overlijden op 4 februari 2024. Zijn opvolger is Nangolo Mbumba. Op 21 maart 2025 werd hij op diens beurt opgevolgd door Netumbo Nandi-Ndaitwah, de vijfde president van het land. De president duidt de eerste minister en andere ministers aan, en samen vormen ze de regering. De ministers en eerste minister moeten lid zijn van de Nationale Vergadering. Er zijn echter ook vice-ministers en zij mogen ook komen uit de Nationale Raad. Saara Kuugongelwa is sinds 21 maart 2015 de eerste minister.
- De Wetgevende macht: Namibië heeft een Tweekamerstelsel met een Nationale Vergadering en een Nationale Raad. De Nationale Vergadering kan als de sterkste van de twee beschouwd worden. Deze kamer bestaat uit 72 verkozen leden. De president kan daarnaast zes extra leden aanduiden, zij hebben geen stemrecht. De Nationale Raad heeft geen formele wetgevende functie en mag enkel de wetsvoorstellen die uit de Nationale Vergadering komen herzien, en ook deze functie is slechts beperkt. De Nationale Raad telt 26 leden, twee uit elk van de 12 regio's. Elke Regionale Raad selecteert namelijk twee van zijn leden om ook in de Nationale Raad te gaan zetelen. Elke Regionale Raad wordt voorgezeten door een regionale gouverneur. Deze persoon werd tot 2010 door de raadsleden verkozen en was een van de raadsleden. In november 2010, vlak voor de regionale verkiezingen, werd de 'Special Advisor and Regional Governors Bill' door de Nationale Vergadering en Nationale Raad gestemd. Deze wet legt vast dat '[t]he President must in respect of every region appoint a governor who shall hold office at the pleasure of the President.'[11] De regionale gouverneur zal dus door de president aangeduid worden en is geen lid van de Regionale Raad.
- De Rechterlijke macht: Namibië heeft een reeks rechtbanken die de wet doen naleven. Het beschikt niet over een speciaal constitutioneel hof, maar wel over een Hooggerechtshof dat gemachtigd is om wetten te toetsen aan hun grondwettelijkheid en schendingen van de grondwettelijke rechten en vrijheden te bekijken. De leden van het Hooggerechtshof worden aangeduid door de president na een voordracht door de Judicial Service Commission. De grondwet voorziet enkele garanties voor de onafhankelijkheid van de rechterlijke macht, maar toch is inmenging van de uitvoerende macht in de lagere rechtsregionen mogelijk. Het formele kader voor het juridische toetsingsrecht blijkt in de praktijk erg zwak te zijn, door de afwezigheid van een speciaal grondwettelijk hof en een laag juridisch activisme. Het rechtssysteem heeft heel wat parallellen met dat van Zuid-Afrika en bezit nog heel wat kenmerken van het Rooms-Hollands recht dat in 1919 werd ingevoerd.

De presidentsfunctie en de leden van de Nationale Vergadering, de Regionale Raad en de lokale raden worden via verkiezingen vastgesteld. De verkiezingen voor de Nationale Vergadering worden proportioneel georganiseerd en het hele land wordt als één kieskring beschouwd. Ook de lokale verkiezingen worden proportioneel en met een gesloten partijlijst gehouden. De presidentsverkiezingen verlopen echter volgens het meerderheidsstelsel waarbij een absolute meerderheid behaald moet worden. De Regionale Raden worden elke zes jaar via een first-past-the-post-systeem verkozen.
Swapo heeft sinds de onafhankelijkheid in 1990 elke verkiezing gewonnen en kan als een dominante politieke partij beschouwd worden. De presidenten en eerste ministers werden steeds door Swapo geleverd. Rally for Democracy and Progress is de grootste oppositiepartij. Daarnaast zijn er nog andere politieke partijen in Namibië.
Namibië is lid van onder meer de Afrikaanse Unie, Verenigde Naties, Ontwikkelingsgemeenschap van Zuidelijk Afrika en het Brits Gemenebest.
De Namibische regering besteedt zo'n 3% van het bruto binnenlands product (bbp) aan militaire uitgaven. Het Namibische leger bestaat enkel uit beroepsstrijdkrachten en telt zo'n 12.500 man, waarvan 11.000 bij de landmacht.

### Volkslied
Het volkslied heet Namibia, Land of the Brave. De Nederlandse vertaling is Namibië, Land van de
Dapperen, dat verwijst waarschijnlijk naar de dappere strijders, die voor de onafhankelijkheid vochten en hun beloning in 1990 kregen, toen het land onafhankelijk werd.

### Mensenrechten & democratie
Op de Democratie-index van The Economist scoort het 6,52 van de tien te behalen punten. Namibië bevond zich in 2023 op de 57e plaats en is daarmee een "onvolledige democratie". Freedom House gaf Namibië in 2024 een score van 77 van de 100 en ziet het land als 'vrij.' Verslaggevers Zonder Grenzen plaatste het land in 2024 op plek 34 van de 180 in hun ranglijst voor persvrijheid en veiligheid van verslaggevers.
In Namibië is homoseksualiteit strafbaar. Er kunnen lichte straffen worden toegepast, al gebeurt dit zelden.

## Geografie

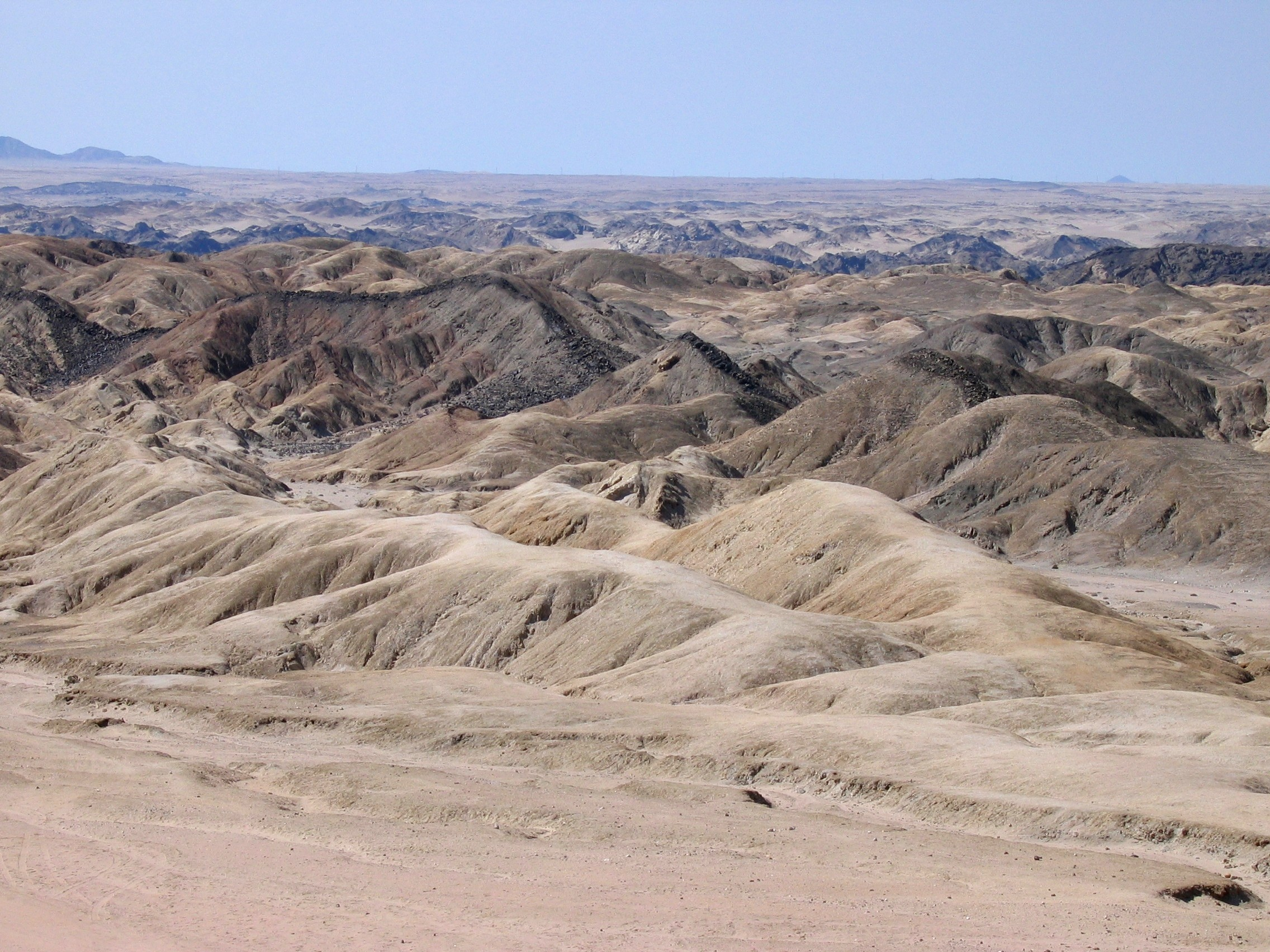
Namib-woestijn.

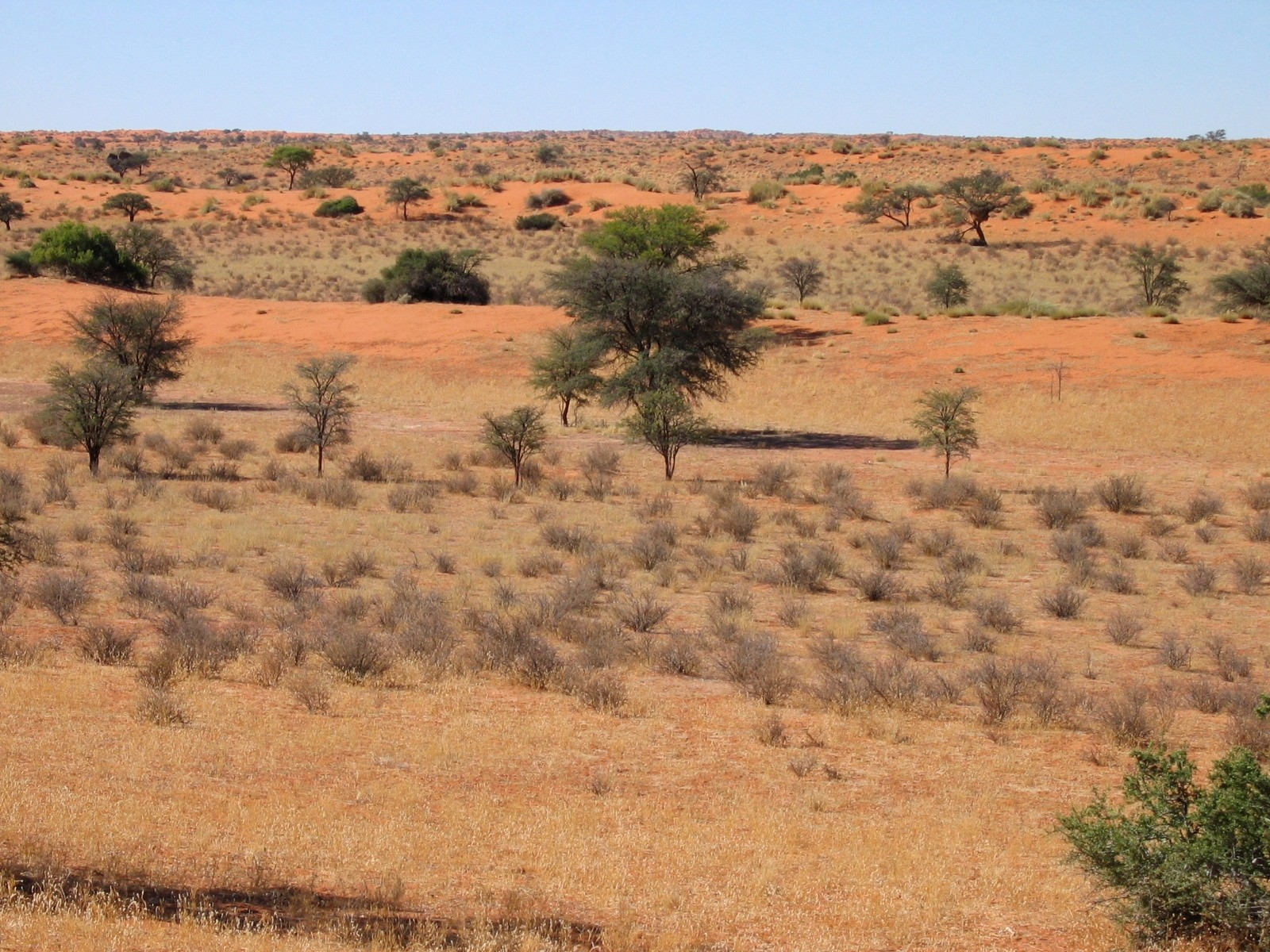
Kalahari.

Namibië is met een oppervlakte van 824.268 km² het 34ste grootste land ter wereld. Het heeft 3824 km aan grenzen, waarvan met Angola 1376 km, Botswana 1360 km, Zuid-Afrika 855 km en Zambia 233 km. Daarnaast heeft het ook een kustlijn aan de Atlantische Oceaan van 1572 km.
Namibië is het land met de minste regenval in sub-Sahara Afrika.

### Geografische gebieden
Namibië kent verschillende biomen, waaronder woestijn, halfwoestijn, savanne en draslanden. De vijf grote geografische gebieden van het land zijn: het Centraal Plateau, de Namibwoestijn, de Grote Plateaurand, het Bosveld en de Kalahari.
De Namib-woestijn is de bekendste woestijn van Namibië en loopt langs een groot deel van de Namibische kust. Een befaamd natuurgebied in de Namib-woestijn is dat van de Sossusvlei, waarnaast ook de Dodevlei zich bevindt. De kustdelen bestaan uit zandwoestijn met een zandzee. Deze wordt sinds 2013 als een werelderfgoed gezien. Meer landinwaarts ligt er een grindwoestijn. Korte grassen zoals duingras (Stipagrostis sabulicola) en struikachtigen zoals de potloodplant (Euphorbia tirucalli), de dollarstruik (Zygophyllum stapfii) en Welwitschia mirabilis zijn de dominante flora. Er valt slechts 10 tot 80 mm regen per jaar, met name in de zomerperiode, hoewel droge periodes van vier tot vijf jaar voorkomen. Daarnaast komt tot 50 km landinwaarts vochtige en koude mist voor, veroorzaakt door de koude Benguelastroom langs de kust.
De dominerende vegetatie van de halfwoestijn zijn grassen, lage struiken zoals de driedoring (Rhigozum trichotomum) en het bitterbos (Chrysocoma ciliata), en kleine bomen zoals de soetdoring (Acacia karroo) en de tamarisk (Tamarix usneoides). Er valt 100 tot 520 mm regen per jaar, met name in de zomerperiode.
De savanne kenmerkt zich door een onderlaag met grassen en een bovenlaag met struiken en bomen van één tot twintig meter in hoogte. Gebieden met een bovenlaag van lage struiken en kleine bomen worden aangeduid als "shrubveld", terwijl gebieden met dichte begroeiing "woodland" worden genoemd. De tussenliggende vormen, met een bovenlaag van drie tot zeven meter, staan bekend als "bushveld". Tot de algemeenste bomen van de savanne behoren de Afrikaanse baobab (Adansonia digitata), de Afrikaanse ebbenboom (Diospyros mespiliformis) en verschillende Acacia-soorten. De meeste planten zijn goed bestand tegen branden. De neerslag bedraagt 235 tot 1000 mm per jaar, wat in gematigde streken voldoende zou zijn voor een gesloten bos, maar niet in tropische gebieden met hun veel hogere verdamping. Er is afwisselend een nat en droog seizoen.
In de wetlandgebieden zijn rietachtigen als Phragmites mauritianus, cypergrassen (Cyperus sp. en Scirpus sp.) en de anaboom (Acacia albida) de dominante flora.

### Administratieve opdeling
Namibië is opgedeeld in 14 regio's:
| #  | Regio        | Hoofdstad     | Bevolking (2023) | Oppervlakte (km²) | Bevolkings- dichtheid personen/km² | Kaart              |
| -- | ------------ | ------------- | ---------------- | ----------------- | ---------------------------------- | ------------------ |
| 1  | Zambezi      | Katima Mulilo | 142.373          | 14.785            | 9,6                                | Regios van Namibië |
| 2  | Erongo       | Swakopmund    | 109.893          | 63.539            | 1,7                                | Regios van Namibië |
| 3  | Hardap       | Mariental     | 106.680          | 109.781           | 1,0                                | Regios van Namibië |
| 4  | ǁKaras       | Keetmanshoop  | 218.421          | 161.514           | 1,4                                | Regios van Namibië |
| 5  | Kavango Oost | Rundu         | 123.266          |                   |                                    | Regios van Namibië |
| 5  | Kavango West | Nkurenkuru    | 218.412          |                   |                                    | Regios van Namibië |
| 6  | Khomas       | Windhoek      | 494.605          | 36.964            | 13,4                               | Regios van Namibië |
| 7  | Kunene       | Opuwo         | 120.762          | 115.260           | 1,0                                | Regios van Namibië |
| 8  | Ohangwena    | Eenhana       | 337.729          | 10.706            | 31,5                               | Regios van Namibië |
| 9  | Omaheke      | Gobabis       | 102.881          | 84.981            | 1,2                                | Regios van Namibië |
| 10 | Omusati      | Outapi        | 316.617          | 26.551            | 11,9                               | Regios van Namibië |
| 11 | Oshana       | Oshakati      | 230.801          | 8647              | 26,7                               | Regios van Namibië |
| 12 | Oshikoto     | Omuthiya      | 257.302          | 38.685            | 6,7                                | Regios van Namibië |
| 13 | Otjozondjupa | Otjiwarongo   | 220.811          | 105.460           | 2,1                                | Regios van Namibië |

In augustus 2013 werd de regio Kavango opgesplitst in een oostelijk en een westelijk deel en werden de namen Caprivi en Karas veranderd naar respectievelijk Zambezi en ǁKaras.
Elke regio heeft een Regionale Raad en een gouverneur. Onder de regio's zijn er nog de lokale autoriteiten, daarvan bestonden er in 2008 48. Er zijn vier types hiervan: part I municipality, part II municipality, town en village.

### Steden
De hoofdstad is Windhoek (322.500 inwoners (2011)).
De andere belangrijke steden zijn:
- Gobabis
- Grootfontein
- Henties Bay
- Keetmanshoop
- Mariental
- Okahandja
- Omaruru
- Otjiwarongo
- Outjo
- Swakopmund
- Tsumeb
- Walvisbaai

## Economie
De lokale munt is de Namibische dollar (N$), die gekoppeld is aan de Zuid-Afrikaanse rand en dezelfde waarde heeft. De rand wordt hierdoor ook als betaalmiddel geaccepteerd.
Omwille van klimatologische factoren is akker- en tuinbouw zeer moeilijk. Wel wordt er veel aan veeteelt (runderen, schapen en geiten) gedaan. Maïsvelden komt men vooral in het noorden tegen. De landbouw levert in totaal negen procent van het bbp. De bevolking die afhankelijk is van deze sector is echter veel groter, met 16% in de formele sector en twee derde van de informele sector. In de sector van de mijnbouw zien we het omgekeerde. Deze sector zorgt voor acht procent van het bbp maar stelt slechts drie procent van de werkenden te werk. Er wordt vooral diamant en uranium ontgonnen. De overheid en de industrie willen ook beginnen met gas en olie-exploitatie. De industriële sector zorgt voor 32% van het bbp en stelt 22% van de actieve bevolking te werk. De tertiaire sector zorgt dan weer voor 58% van het bbp en stelt 61% van de werkende Namibiërs te werk. Toerisme is het belangrijkste onderdeel van deze tertiaire sector. Elk jaar komen er namelijk bijna één miljoen toeristen naar Namibië en er wordt verwacht dat dit nog zal stijgen. Het grootste deel van deze toeristen komt uit Duitsland en uit de buurlanden Angola en Zuid-Afrika.
De belangrijkste exportproducten zijn diamant met 50,6% van de totale export, andere mijnbouwproducten met 18,8% en voedingsmiddelen met 15,7%. Er wordt voornamelijk uitgevoerd naar het Verenigd Koninkrijk (dat goed is voor zo'n 34% van de export), Zuid-Afrika met 27% en Japan met 10%. In 2004 bedroeg de import 1,727 miljard euro, waarvan 84 procent uit Zuid-Afrika kwam. Vier procent kwam uit de Verenigde Staten en 2% uit de voormalige kolonisator Duitsland. Het ging hierbij voor 29,7% aan machines en transportmiddelen en voor 24,1% aan voedingsmiddelen en tabak.
In 2022 werden grote olievoorraden aangeboord in het Orange bassin voor de kust van Namibië. Volgens de eerste schattingen zit er zo'n 11 miljard vaten olie in de zeebodem en 60 miljard m³ aan aardgas. Dit is een vergelijkbare hoeveelheid die in het Stabroek-blok in Guyana is aangetoond. Diverse grote internationale oliemaatschappijen zijn al actief in de regio en in 2030 wordt de eerste olie en gas uit de velden verwacht.
Het totale bnp bedraagt 14,6 miljard Amerikaanse dollar. Op de Human Development Index scoort Namibië 0,606, juist onder het mondiale gemiddelde maar ver boven dat van de Afrikaanse landen onder de Sahara. Het wordt daarmee als een matig ontwikkeld land gezien. Maar dit verdoezelt de enorme ongelijkheid die in het land heerst. Namibië was volgens de Gini-coëfficiënt, die gelijkheid in een samenleving meet, de meest ongelijke van alle 128 bestudeerde landen. Er is namelijk een klasse van welgestelden die ook in de westerse wereld als zeer rijk beschouwd zou worden. Daartegenover is er een zeer grote groep van armen. 43% van de bevolking moet dagelijks overleven met maximaal 1,25 Amerikaanse dollar. Zij wonen in dichtbevolkte wijken waarvan slechts een deel van de huizen met bakstenen gebouwd is. De andere woningen worden 'shacks' genoemd en zijn gebouwd van golfplaten en ander gevonden materiaal. In de meest povere wijken hebben de woningen geen sanitair en moeten de bewoners gebruikmaken van een publieke pomp en een publieke wc, die vaak niet in de nabijheid van de woningen ligt en allerhande gezondheidsproblemen brengt. In zulke wijken heerst er een grote onveiligheid door de wijdverspreide kleine criminaliteit.
We zien de ongelijkheid ook in de landbouwsector. Er zijn zo'n 500 grote boerderijen die werken met loonarbeiders. Dit is een kleine maar rijke groep. Verder is er een grote groep van boeren met een kleine lap grond of zelfs helemaal geen eigen grond en dus gebruik moeten maken van gemeenschappelijke gronden. Deze boeren zijn arm. Naast de arme en de rijke klasse is er ook een middenklasse, maar die is met 9,1% van de bevolking verhoudingsgewijs zeer klein.
Een van de grootste problemen van het land is de grote werkloosheid, die bedraagt volgens de volkstelling uit 2011 36,9%.

## Transport

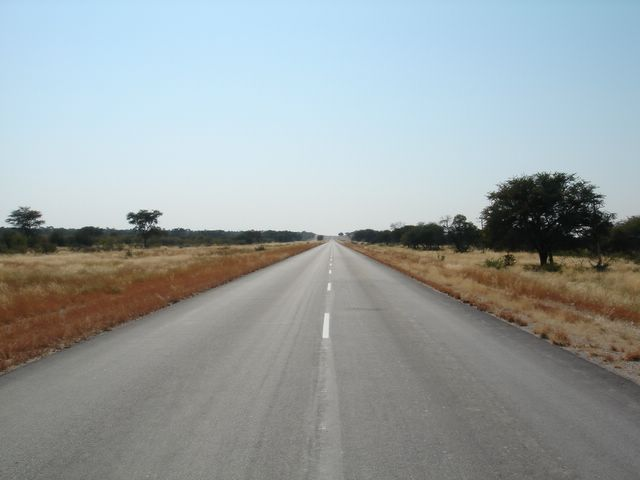
Een verharde weg tussen twee steden.

In Namibië dient men links te rijden, dit werd ingevoerd in 1918. In 2018 lag er 48.875 km aan wegen in Namibië, waarvan 7893 km verhard. Alleen in de hoofdstad Windhoek ligt er een autosnelweg.
Er zijn twee internationale luchthavens, de Hosea Kutako International Airport nabij Windhoek en de luchthaven van Walvisbaai. Daarnaast zijn er ook regionale luchthavens. Air Namibia, de nationale luchtvaartmaatschappij die binnenlandse en internationale vluchten aanbood, ging in februari 2021 failliet.
De grootste haven is die van Walvisbaai, de tweede grootste is die van Lüderitz. De regering en industrie proberen van het land, en meer specifiek van de haven van Walvisbaai, een internationale transport hub te maken. Hiermee zou het zuiden van Angola, het dichtbevolkte noorden van Zuid-Afrika en de binnenstaten Botswana, Zambia en Zimbabwe bereikt kunnen worden.
De eerste spoorlijn werd in 1895 nabij Kaap Kruis gelegd. In 2014 was er 2628 kilometer aan spoorwegen, verdeeld over negen lijnen. De nationale spoorwegmaatschappij Transnamib biedt naast goederentransport en enkele passagierslijnen ook de Desert express aan, dit is een luxueuze trein voor toeristen. Het aantal gewone passagierstreinen is echter beperkt en onder andere daarom zijn er minibussen, die door private personen gerund worden, populairder als publiek transportmiddel om naar een andere stad te gaan. Binnen in de steden zijn taxi's populairder dan de enkele bussen die er zijn.
Botswana en Namibië hebben in 2010 afgesproken om een spoorweg aan te leggen tussen de steenkoolmijnen van Botswana en de haven van Walvisbaai door de Kalahari. Deze spoorweg met een lengte van 1500 km zal steenkoolvoorraden ter grootte van 212 miljard ton in Botswana ontsluiten. Na veel vertraging is de verwachting dat de aanleg in 2025 zal beginnen.

## Onderwijs
Onderwijs in Namibië is verplicht voor kinderen van 6 tot 16 jaar. Er zijn naar schatting 1500 scholen in Namibië. Ongeveer 100 daarvan zijn privéscholen. De grondwet verplicht de overheid om gratis onderwijs aan te bieden. De studenten moeten echter wel zelf betalen voor uniformen, boeken, hostels en onderhoud aan de school.
Namibië kent drie universiteiten: de Technische Universiteit van Namibië (Polytechnic of Namibia), de Universiteit van Namibië (University of Namibia, UNAM) en de Internationale Managementuniversiteit (International University of Management, IUM). Al deze universiteiten hebben hun hoofdvestiging in Windhoek.

## Bijzondere flora en fauna
- Welwitschia
- Kokerboom

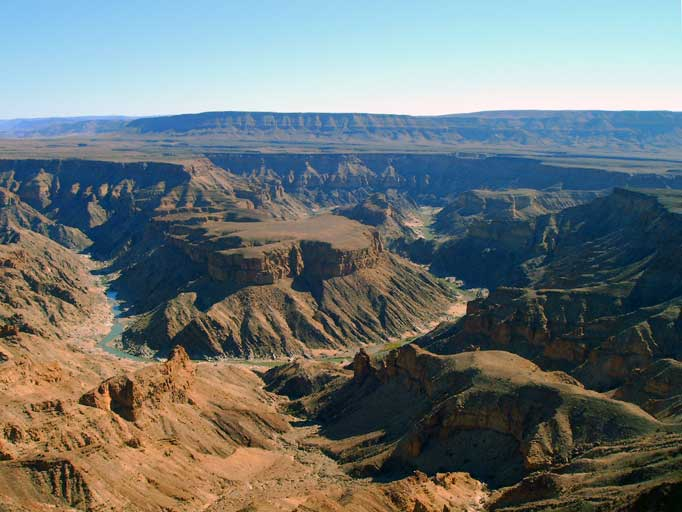
Luchtfoto van de Fish River Canyon

- Namibische woestijnolifanten (mogelijke ondersoort van de Afrikaanse savanneolifant).
- Dragon's Breath Cave is het grootste onderaardse meer ter wereld, dat in 1986 ontdekt werd.
- Fish River Canyon is de tweede langste canyon ter wereld.
- Nationaal park Etosha is een van de grootste natuurparken van Zuidelijk Afrika.